# Rhamphomyia dentata
Rhamphomyia dentata är en tvåvingeart som beskrevs av Oldenberg 1910. Rhamphomyia dentata ingår i släktet Rhamphomyia och familjen dansflugor. Arten har ej påträffats i Sverige. Inga underarter finns listade i Catalogue of Life.